# Ceuthmochares
Ceuthmochares is een geslacht van vogels uit de familie Koekoeken (Cuculidae). Het geslacht telt twee soorten.

## Soorten
- Ceuthmochares aereus – Blauwe geelsnavelmalkoha
- Ceuthmochares australis – Groene geelsnavelmalkoha